# 최민섭
최민섭(1996년 4월 6일 ~ )은 저니맨 외인구단의 야구 선수다.

## 출신 학교
- 소래초등학교
- 재능중학교
- 동산고등학교

## 같이 보기
- 2016년 넥센 히어로즈 시즌